# Masaki Aiba
Masaki Aiba (相葉雅紀 Aiba Masaki?,  Chiba, Japón; 24 de diciembre de 1982) es un músico y actor japonés. Junto con Jun Matsumoto (松本潤), Kazunari Ninomiya (二宮和也), Satoshi Ohno (大野智), y Shō Sakurai (櫻井翔), Aiba es miembro del grupo de J-Pop Arashi.

## Perfil
Masaki Aiba es el miembro más relevante del grupo, con una distintiva voz grave , es muy alegre y siempre demuestra lo feliz que está de pertenecer a Arashi. En los conciertos le gusta cantar las canciones enteras incluso cuando no le toca su parte, haciendo tipo karaoke. 
Fue hospitalizado una vez después de un colapso en uno de sus pulmones, y fue forzado a dejar de tocar el saxofón debido a la operación que tuvo (se puede ver cuando lee la carta que hizo a los miembros de arashi 24HTV). A Aiba le gustan mucho los animales y trabaja con varios animales salvajes. Es coanfitrión del programa de televisión "Tensai! Shimura Doubutsuen". También se puede decir que es un amor con los niños, se puede ver en los programas de mago mago arashi.
Sus tesoros más preciados son: las personas que están alrededor de él (se refiere a familia, amigos, etc), sus mascotas y su perro de peluche, Fido.
Su fecha de nacimiento fue decidida por su madre, ya que ella quería dar a luz en Nochebuena costase lo que costase. Sobresale en los deportes, especialmente el baloncesto. Tiene algunos problemas con el japonés, particularmente con la lectura del kanji.
El 27 de enero de 2019, se anunció por parte del grupo a través de su agencia Johnny & Associates que Arashi haría un parón de sus actividades grupales a partir de finales de 2020. El grupo tomó esta decisión por petición de su líder Satoshi Ōno. El resto del grupo estuvo de acuerdo en probar diferentes vertientes de sus carreras por separado. Desde la fecha del anuncio hasta finales de 2020 se programó una gira de conciertos y actuaciones como despedida y agradecimiento a sus fanes.

## Programas de TV
- Gakibara Teikoku 2000! (2000.04.15–12.16)
- Gakibara! (2001.01.15–03.10)
- Mayonaka no Arashi (2001.03.25–2002.06.26)
- USO! Japan (2001.04.14–2003.09.13)
- C no Arashi! (2002.07.03–2003.06.25)
- Nama Arashi (2002.10.05–2004.03.27)
- D no Arashi! (2003.07.02–2005.09.28)
- Arashi no Waza-ari! (2004.04.03–2005.03.26)
- Tensai Shimura Doubutsuen
- Mago Mago Arashi (2005.04.09–)
- G no Arashi! (2005.10.05–2006.09.27)
- Odoroki no Arashi (2006.09.26)
- Arashi no Shukudai Kun (2006.10.02–)

## Películas
- Shinjuku Shounen Tanteidan
- Pika✩nchi LIFE IS HARD Dakedo HAPPY (2002)
- Pika★★nchi LIFE IS HARD Dakara HAPPY (2004)
- Kiiroi Namida (2007)
- Rage of the Dragons: The Movie (2008)
- Saigo no Yakusoku (2010)
- Miracle Debikuro kun no Koi to Mahou (2014)
- Pikanchi Half: Life is Hard Tabun Happy (2014)

## Dramas TV
- ぼくらの勇気 未満都市　(Bokura no Yuuki, Mimantoshi) (1997.10–12)
- っポイ! (Ppoi!) (1999)
- 怖い日曜日 第5話 「動かすなっ！」(Kowai Nichiyoubi, Chap.5 “Ugokasuna!”) (1999.8.8)
- Vの嵐 (V no ARASHI) (1999.10)
- ムコ殿　(Mukodono) (2001)
- よい子の味方～新米保育士物語～　(Yoiko no Mikata, Chap.9) (cameo) (2003)
- 演技者.「狂うがまま」 (Engimono “Kuruugamama”) (2003.6)
- ヤンキー母校に帰る　(Yankee Bokou ni Kaeru) (2003.10–12)
- Triple Kitchen SP (2006.8.1)
- 喰いタン　(Kuitan) (cameo) (2006.09.30)
- マイガール (My Girl) (2009.10.09)

## Teatro
- STAND　BY　ME  (1997)
- 燕のいる駅 (Tsubame no iru eki) (2005.9.6–27)
- Wasurerarenai hito (2007)
- Green Fingers (2009)
- Kimi to Yume Miru Sen (2010)

- Datos: Q517482
- Multimedia: Masaki Aiba / Q517482